# B̂
Cette page contient des caractères spéciaux ou non latins. S’ils s’affichent mal (▯, ?, etc.), consultez la page d’aide Unicode.
B̂ (minuscule : b̂), appelé B accent circonflexe, est un graphème utilisé dans la romanisation de l’alphabet cyrillique et la translitteration du moyen persan. Il s’agit de la lettre B diacritée d'un accent circonflexe.

## Utilisation
Le b accent circonflexe ‹ b̂ › est utilisé pour translittérer la lettre cyrillique be accent circonflexe ‹ б̂ ›. Par exemple   ‹ не могꙋ б̂о сътвори́ти дѣтели, дондеже вни́деши тамо· ›, Genèse 19:22 dans la Bible d’Ostrog de 1581, est translittéré ‹     ne mogu b̂o sŭtvoríti děteli, dondeže vnídeši tamo· › avec le b accent circonflexe.

## Représentations informatiques
Le B accent circonflexe peut être représenté avec les caractères Unicode suivants (latin de base, diacritiques) :
| forme     | représentation | chaîne de caractères | point de code | description                                              |
| --------- | -------------- | -------------------- | ------------- | -------------------------------------------------------- |
| capitale  | B̂              | B◌̂                   | U+0042 U+0302 | lettre majuscule latine b diacritique accent circonflexe |
| minuscule | b̂              | b◌̂                   | U+0062 U+0302 | lettre minuscule latine b diacritique accent circonflexe |